# Petrogale penicillata
Petrogale penicillata é uma espécie de marsupial da família Macropodidae.
Endêmica da Austrália.